# Janne ”Loffe” Carlsson
Jan Edvard Carlsson, kallades Janne ”Loffe” Carlsson, född 12 mars 1937 i Katarina församling i Stockholm, död 31 augusti 2017 i Norra Åsums distrikt, Kristianstads kommun, var en svensk skådespelare, musiker, kompositör, bildkonstnär och reklammakare.

## Biografi
Carlsson var son till plåtslagaren och flerfaldige svenske mästaren i tyngdlyftning Erik Carlsson (1893–1953) och Tyra, född Törnkvist (1901–1981). Han var bror till Leopold Fare, farbror till Michael Fare och morbror till Pär Isberg. Han var 1969–1988 gift med konstnären Eva Ljungdahl (född 1946). Han var sedan sambo med Gurianne Sandven (född 1960). Han är morfar till Peter Settmans två äldsta barn; Carlssons dotter Sara var under en period sambo med Settman.
Smeknamnet ”Loffe” kommer från den rollfigur han spelade i TV-serien Någonstans i Sverige 1973–1974 i regi av Bengt Lagerkvist – och den rollfiguren är i sin tur uppkallad efter skådespelaren Elof Ahrle. Han var sedan 2002 bosatt i villasamhället Öllsjö i Skepparslövs socken utanför Kristianstad. I januari 2010 förlänades han H M Konungens medalj i guld av 8:e storleken (Kon:sGM8).

## Karriär

### Film, TV och teater
Carlsson har sedan filmdebuten 1950 gjort ett stort antal roller, både komiska och tunga dramatiska. Bland de komiska rollerna märks särskilt Repmånad (1979) och Göta kanal (1981). Carlsson hade en av huvudrollerna i filmatiseringarna av Stig Claessons romaner Vem älskar Yngve Frej? (1973), På palmblad och rosor (1976) och Henrietta (1983). Riktigt folkkär blev han genom rollen som Loffe i miniserien Någonstans i Sverige (1973).
På teaterscenen medverkade han i farser som Är du inte riktigt fisk? på Chinateatern, Färdknäpp på Lorensbergsteatern i Göteborg och Ulf Larssons spektakel Bussresan som spelades på Vasan i Stockholm. Han har även spelat sopåkaren Doolittle i musikalen My Fair Lady på Kristianstads Teater.
Han har gjort tunga dramatiska roller på bl.a. Kungliga Dramatiska Teatern i Stockholm, Riksteatern och flera andra scener. Han har skrivit musik till såväl filmer som teaterföreställningar bl.a. till Dramaten. Han har spelat på Kungliga Operan och musicerat med Sveriges Radios Symfoniorkester.
Han var programledare för Melodifestivalen 1981 och gjorde många egna tv-shower under 1970-talet och 1980-talet, bland annat Lördagsblandning (1978), Janne Carlsson show (1981), Loffe på Cirkus (1987) och Kulan, även kallad Carlssons kula (1990).
Carlsson medverkade i Arlövsrevyn 2000. Och han har flera gånger medverkat i nyårsrevyn på Växjö Teater och sedan sommaren 2013 har han regelbundet spelat sommarteater i Ängelholm.
2008–2009 var han en av deltagarna i SVT:s Stjärnorna på slottet inspelad på Häckeberga slott, tillsammans med Jonas Gardell, Staffan Scheja, Kjerstin Dellert och Christina Schollin.

### Musik

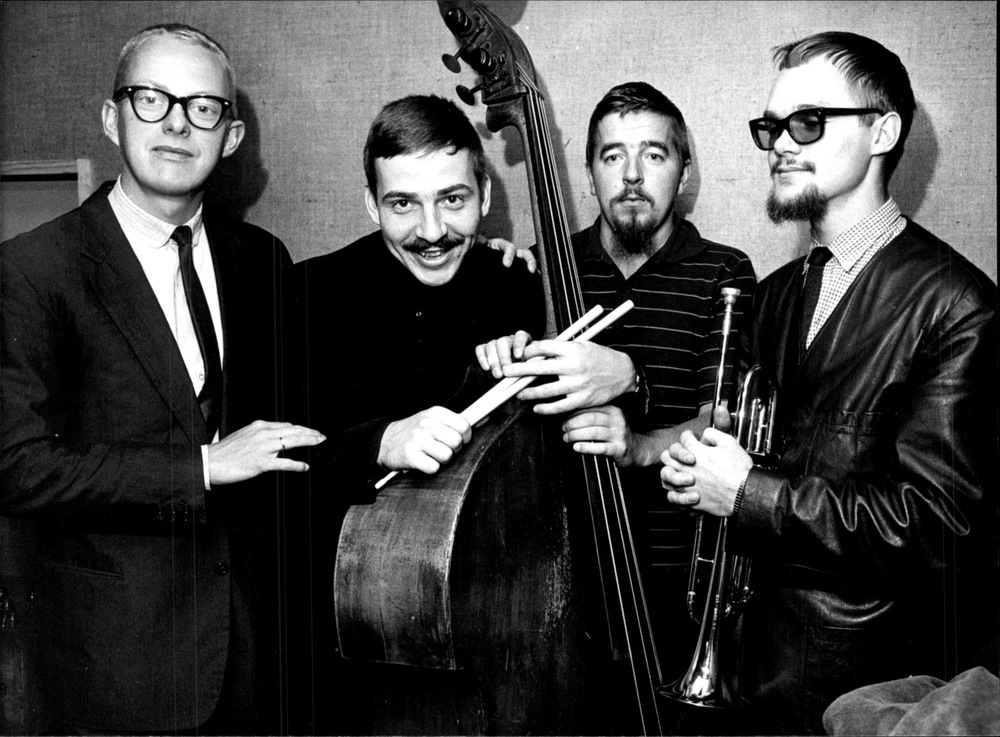
Bengt Ernryds kvartett 1964. Från vänster Jan Wallgren (piano), Janne "Loffe" Carlsson (trummor), Gösta Wälivaara (bas) och Bengt Ernryd (trumpet).

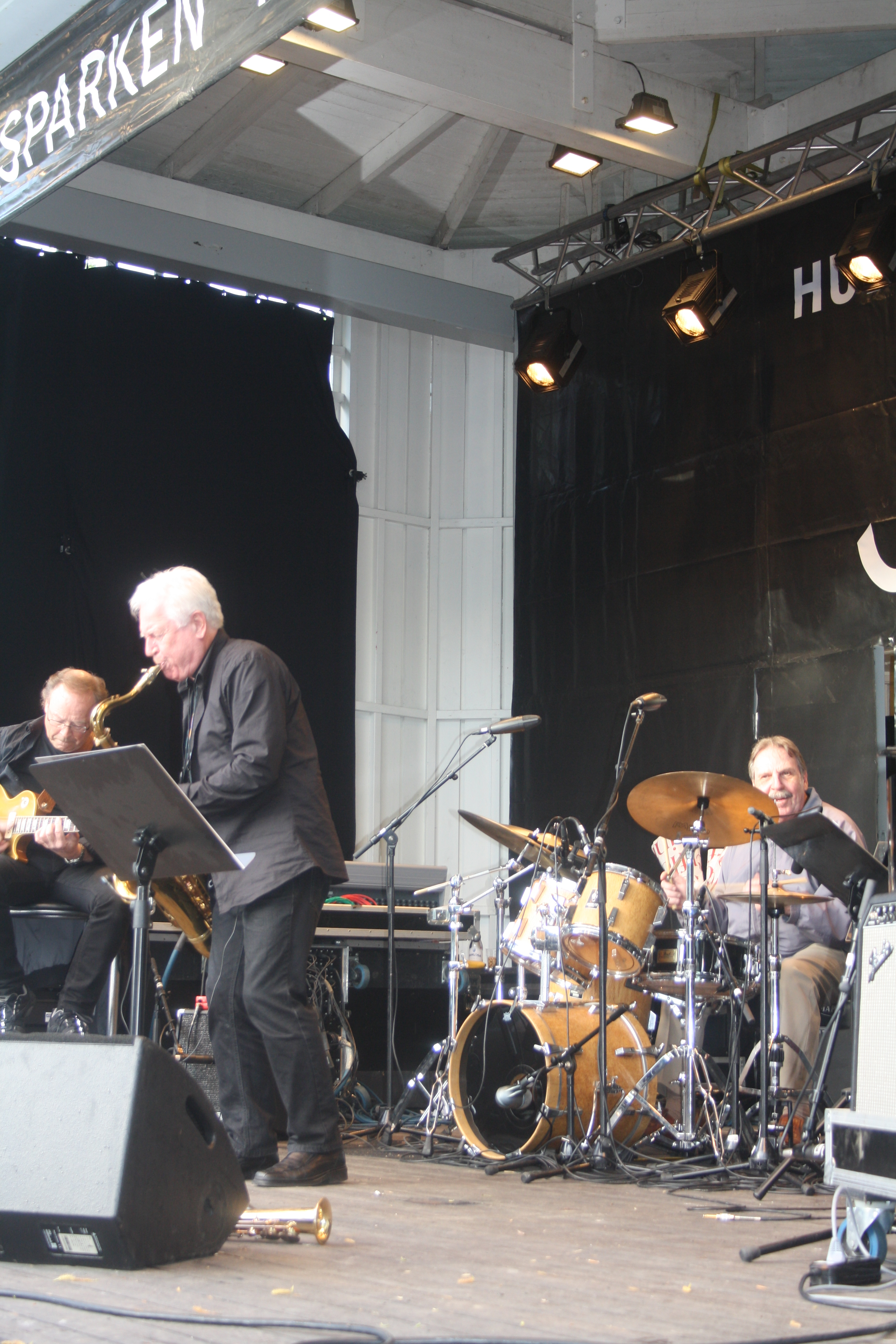
Janne ”Loffe” Carlsson & Vänner.

Janne Carlsson var också känd som musiker, främst trummor men även trombon, flöjt och saxofon. Han spelade trummor tillsammans med bland andra Dexter Gordon, Johnny Griffin, Jimi Hendrix, Ewan Svensson och Don Byas. På 1960-talet spelade han även tillsammans med gruppen Pärson Sound som till sist bytte namn till Träd, Gräs och Stenar. Tillsammans med organisten Bo Hansson hade han framgång med duon Hansson & Karlsson, som spelade några gånger tillsammans med Jimi Hendrix.
År 1975 gav han ut fyra humoristiska skivor på grammofonbolaget Toniton. Dessa partyplattor innehåller covers där Carlsson sjunger och spelar trummor tillsammans med sitt storband Space-Chrystal-Sounds. Musiken är genomgående jazzinfluerad. År 1980 släppte han soloplattan Strikt Kommersiell. En av låtarna, Är du glad ska du sjunga som även var signatur i flera av Carlssons tv-program, hamnade på Svensktoppen.
På senare tid återupptog han musikkarriären och spelade trummor tillsammans med Ewan Svensson trio under namnet Janne ”Loffe” Carlsson 4. År 2004 släppte de albumet My one and only love. Han har gjort flera konserter med basisterna Lasse Lundström, Lucas Lindholm och Abba-legendaren Ulf Andersson. I övrigt spelade han med alla ledande musiker inom populär och jazzmusiken.
Carlsson medverkade i september 2007 i musikaliska frågeleken Doobidoo på SVT i par med Nana Hedin mot Ingela ”Pling” Forsman i par med Jan Johansen.
Han spelade även trummor på Pugh Rogefeldts två första album Ja, dä ä dä och Pughish. Med på de skivorna medverkade även Jojje Wadenius. Den 26 mars 2008 släpptes Rogefeldt sista album, Vinn hjärta vinn, där Wadenius och Carlsson åter medverkade.
På initiativ av och i produktion av Anders Zackrés presenterade Carlsson i oktober 2010 sin första kyrkokonsert ”Loffes saliga blandning av himmelsk musik i jazz- och folkton” tillsammans med gitarristen Ewan Svensson, basisten Lucas Lindholm och vokalisten Hannah Svensson i Norra Åsums kyrka utanför Kristianstad. Kyrkokonsertdebuten ledde till flera kyrkokonserter under 2011. Inför julen 2011 gjorde han debut med en julkonsert i Önnestads kyrka med ovannämnda gitarrist, sångsolist och med basisten Lasse Lundström. Under våren 2012 hade han en av huvudrollerna i den nyskrivna farsen Nu är det klippt som gavs i 55 föreställningar i Sverige. Där spelade han bland annat med Carina Lidbom, Sanna Ekman och Joakim Nätterqvist. Under 2013 turnerade han med bland andra Carina Lidbom och Pernilla Wahlgren i farsen På Bettet. På Ottenby Konstmagasin vid Ottenby kungsgård på Öland ställde Carlsson sommaren 2013 ut oljemålningar, litografier och keramikfigurer.

### Reklam
Carlsson drev under 10-15 år tillsammans med Gösta Wälivaara reklambyrån Attlaxeras, som producerade reklamkampanjer och reklamfilmer för bland annat Volkswagen, Citroën och Lätt & Lagom. En reklamfilm för Adidas sändes i 18 länder och fick pris som den bästa i Europa.[källa behövs] Carlsson höll också i reklam- och marknadsföringskampanjen när Rosengård i Malmö skulle byggas.

## Diskografi

### Solo
- 1975 - Loffes Dance Party and fun - Toniton, Ton LP 5503
- 1975 – Loffe Goes Latin America - Toniton, Ton LP 5504
- 1975 – Loffe Plays Pop and Party Hits - Toniton, Ton LP 5505
- 1975 – Loffe Plays Glenn Miller - Toniton, Ton LP 5506
- 1980 – Strikt kommersiell - Polar, POLS 329
- 2004 – My One and Only Love (Janne ”Loffe” Carlsson 4) - Dragon DRCD 393

### I olika konstellationer
- 1967 – Lidingö Airport Hansson & Karlsson (singel)
- 1967 – Lars Werner Och Hans Vänner med Lasse Werner (LP)
- 1967 – Monument Hansson & Karlsson (LP)
- 1968 – P som i pop Hansson & Karlsson (pappsingel med en låt utgiven av Dagens Nyheter)
- 1968 – Rex Hansson & Karlsson (LP)
- 1969 – Gold Hansson & Karlsson (LP)
- 1969 – Man at the Moon Hansson & Karlsson (LP)
- 1969 – Ja, dä ä dä med Pugh Rogefeldt - Metronome MLP 15.336
- 1969 – Visa Från Djupvik med Hawkey Franzén (LP)
- 1970 – Pughish med Pugh Rogefeldt - Metronome
- 1970 – Did You Give the World Some Love Today Baby med Doris
- 1971 – Won't You Step Inside med Heta Linjen (LP)
- 1971 – Med Kisa, Brass & Brudar med Heta Feta Linjen  (LP)
- 1971 – Från Storstad Till Grodspad med Björn J:son Lindh (LP)
- 1971 – Club Jazz 4 med Lasse Werner Och Hans Vänner  (LP)
- 1975 – 1964-65 med Bengt Ernryd Quartet (LP)
- 2008 – Vinn hjärta vinn med Pugh Rogefeldt
- 2009 – Live at Fasching med BC & Heartkeys - CD och LP multicolor vinyl (Border Music AB)

## Filmografi i urval
- 1950 – Anderssonskans Kalle
- 1956 – På heder och skoj
- 1965 – Djävulens instrument
- 1970 – Lyckliga skitar
- 1970 – Sven Arvid är död
- 1971 – Exponerad
- 1971 – 47:an Löken
- 1971 – 47:an Löken blåser på
- 1971 – Niklas och Figuren
- 1973 – Vem älskar Yngve Frej
- 1973–1974 – Någonstans i Sverige (TV-serie)
- 1974 – Det sista äventyret
- 1974 – Världens bästa Karlsson
- 1975 – Maria
- 1976 – På palmblad och rosor
- 1976 – Drömmen om Amerika
- 1979 – Katitzi (TV-serie)
- 1979 – Repmånad
- 1979 – I väntan på doktor Forsman (TV-serie)
- 1980 – Sverige åt svenskarna
- 1981 – Göta kanal
- 1981 – Janne Carlsson Show
- 1981 – Genombrottet
- 1982 – Gräsänklingar
- 1983 – Henrietta
- 1984 – Sköna juveler
- 1985 – Smugglarkungen
- 1985 – Svindlande affärer
- 1986 – Transportsadisterna
- 1989 – Det var då...
- 1989 – Kronvittnet
- 1990 – Kulan (TV-serie)
- 1991–1997 – Låt kameran gå (TV-serie)
- 1993 – Nästa man till rakning
- 1996 – Vänner och fiender (TV-serie)
- 1997 – Svenska hjältar
- 2001 – Jordgubbar med riktig mjölk
- 2006 – Små mirakel och stora
- 2006 – Göta kanal 2 – Kanalkampen
- 2008 – Persona non grata
- 2008 – Rallybrudar
- 2008 – Stjärnorna på slottet (TV-serie)
- 2009 – Göta kanal 3 – Kanalkungens hemlighet

## Teater

### Roller (ej komplett)
| År   | Roll        | Produktion                    | Regi         | Teater                 |
| ---- | ----------- | ----------------------------- | ------------ | ---------------------- |
| 1967 | Medverkande | Viet Rock Megan Terry         | Sten Lonnert | Stockholms stadsteater |
| 2003 |             | Bussresan Ulf Larsson         | Ulf Larsson  | Vasateatern            |
| 2012 | Alltiallon  | Nu är det klippt Robert Dröse | Robert Dröse | Maximteatern och turné |